# Tây Sơn, Côn Minh
Tây Sơn (tiếng Trung: 西山区), Hán Việt: Tây Sơn khu là một quận nội thành của Côn Minh, tỉnh Vân Nam, Cộng hòa Nhân dân Trung Hoa, phía đông giáp hồ Điền. Diện tích quận này là 791 km², dân số năm 2004 là 850.000 người

## Các đơn vị hành chính trực thuộc

### Cácnhai đạo
- Mã Nhai (马街街道)、
- Tiền Vệ (前卫街道)、
- Phúc Hải (福海街道)、
- Kim Bích (金碧街道)、
- Vĩnh Xương (永昌街道)、
- Tây Uyển (西苑街道)
- Tông Thụ Doanh (棕树营街道)

### Cáctrấn
- Bích Kê (碧鸡镇)、
- Hải Khẩu (海口镇),
- Đoàn Kết (团结镇).